# Frank Lucas (politico)
Frank D. Lucas (Cheyenne, 6 gennaio 1960) è un politico statunitense, membro della Camera dei Rappresentanti per lo stato dell'Oklahoma.

## Biografia
Nato a Cheyenne, Lucas lavorò come fattore per alcuni anni, fino a quando negli anni ottanta si dedicò alla politica con il Partito Repubblicano, candidandosi diverse volte alla Camera dei Rappresentanti dell'Oklahoma. Dopo due tentativi infruttosi, nel 1988 venne eletto per il seggio.
Nel 1994, quando il deputato democratico Glenn English annunciò il proprio ritiro, Lucas si candidò per il suo seggio alla Camera dei Rappresentanti e riuscì a farsi eleggere. Negli anni successivi venne sempre rieletto al Congresso, anche quando nel 2002 cambiò distretto congressuale.
Lucas è considerato un fervente conservatore.